# بی‌ای‌پی مونترو (اف‌ام-۵۳)
بی‌ای‌پی مونترو (اف‌ام-۵۳) (به انگلیسی: BAP Montero (FM-53)) یک کشتی بود که طول آن 113.2 m overall بود. این کشتی در سال ۱۹۸۲ ساخته شد.